# Neutronstjärnan
Neutronstjärnan är ett album av artisten Lars Winnerbäck som släpptes 22 september 2023. Det är Lars Winnerbäcks femtonde studioalbum. På albumet har Winnerbäck samarbetat med Joakim Berg och Martin Sköld, tidigare medlemmar i Kent.

## Låtlista
All sångtext är skriven av Lars Winnerbäck, alla låtar är komponerade av Lars Winnerbäck.
| 1.           | Min gata i stan           | 6:37  |
| 2.           | Är det nåt jag ska ta med | 3:51  |
| 3.           | Nåt som verkligen är bra  | 4:56  |
| 4.           | Alltid nästan där         | 3:50  |
| 5.           | En lampa i mässing        | 4:16  |
| 6.           | Vad gör det om hundra år  | 3:23  |
| 7.           | Rosor & champagne         | 4:08  |
| 8.           | Gärna lite till           | 4:29  |
| 9.           | Neutronstjärnan           | 4:48  |
| 10.          | Vår tid                   | 6:23  |
| Total längd: | Total längd:              | 46:45 |